# ときめき夢サウンド
『ときめき夢サウンド』（ときめきゆめサウンド）は、1994年4月10日から1998年3月29日までNHK総合テレビで放送されていた音楽番組である。

## 概要
各年代、洋楽のポピュラーソングを各回のテーマに沿って特集していた。視聴者からのリクエストも交えて、ゲスト歌手が生演奏をバックに歌唱する。後継番組となる青春のポップス司会を務める西城秀樹、早見優、西田ひかるらも出演した。またデーブ・スペクターも同番組にゲスト出演がある。

1996年から1月初旬に『新春（ときめき）夢サウンド』として特別編を放送、初回は年始レギュラー初回放送枠であったが1997、1998年は1月1日深夜に放送されている。

## 放送時間
- 日曜 23:25 - 23:54 （1994年4月10日 - 1995年4月2日）再放送：火曜 13:30または月曜 16:30 -（1994年4月 - 1995年3月）
- 日曜 23:00 - 23:29 （1995年4月16日 - 1996年3月24日）
- 日曜 23:25 - 23:54 （1996年3月31日 - 1998年3月29日）再放送：夏期、祝日等午後に一部放送あり（1996年7月以降）

※1997年より当時BS-9ch（BSアナログ）で行われていたハイビジョン実用化試験放送のNHK担当時間帯にて各回を週2回再放送

## 出演番組
- 司会
  - いしだあゆみ
  - デーブ・スペクター